# Slag bij de Geestbrug
De Slag bij de Geestbrug was een veldslag die plaatsvond in 1574 tussen terugtrekkende Spaanse troepen en de bevolking van rond de Geestbrug, versterkt door troepen Geuzen.
Na het Ontzet van Leiden in 1574, waarbij de Spanjaarden de aftocht bliezen, trok een deel van hen begin oktober van dat jaar in zeven vendels (1000-1200 man) onder leiding van bevelhebber Carion Lopez Gallio via Voorschoten en Voorburg naar Den Haag om daar te overwinteren. Zij moesten daartoe via de verbinding tussen Rijswijk en Voorburg, de Geestbrug, over om over de Trekvliet te komen. Hier stuitten ze echter op een troep Geuzen, waarna gevechten uitbraken. De Geuzen werden daarbij gesteund door de bemanning van een groot konvooi scheepjes dat vanaf Den Haag onderweg was naar Leiden met voedsel voor de uitgehongerde bewoners van die stad. Een deel van de bemanning vocht samen met de Geuzen aan land en een deel viel vanaf de scheepjes met bootshaken de Spanjaarden aan. Tegen deze overmacht waren de Spanjaarden niet opgewassen, waardoor bij deze slag ruim 200 slachtoffers aan Spaanse zijde vielen. Het restant van de Spanjaarden trok onder leiding van Lopez Gallio niet naar Den Haag, maar wist zich uiteindelijk bij de Spaanse hoofdmacht aan te sluiten. 